# 揚內庫爾切鄉 (雅西縣)
47°12′N 27°03′E / 47.200°N 27.050°E
揚內庫爾切鄉（羅馬尼亞語：Comuna Ion Neculce, Iași），是羅馬尼亞的鄉份，位於該國東北部，由雅西縣負責管轄，處於布加勒斯特以北300公里，每年平均降雨量902毫米，海拔高度134米，2007年人口5,637。